# Lista de países por data de independência ou criação
Esta é uma lista de países atualmente independentes, ordenados inicialmente por continente e nome. Alguns deles não são reconhecidos. Note-se que em muitos casos, devido às mudanças geográficas, sociais, étnicas e políticas que aconteceram ao longo da história, não é possível determinar com exatidão qual a data em que se pode considerar que determinado país surgiu ou se tornou independente. 

## África
| País                            | Criação/independência | Independência de qual país                                                                               |
| ------------------------------- | --- | --- |
| África do Sul                   | 31 de março de 1910 (115 anos) — criação da União da África do Sul como um domínio dentro do Império Britânico 11 de dezembro de 1931 (93 anos) — O Estatuto de Westminster concede total independência política a União da África do Sul | Reino Unido                                                                                              |
| Angola                          | 11 de novembro de 1975 (49 anos) | Portugal                                                                                                 |
| Argélia                         | 3 de julho de 1962 (63 anos) | França                                                                                                   |
| Benim                           | 1 de agosto de 1960 (64 anos) | França                                                                                                   |
| Botswana                        | 30 de setembro de 1966 (58 anos) — Independência do Reino Unido | Reino Unido                                                                                              |
| Burquina Fasso                  | 5 de agosto de 1960 (64 anos) | França                                                                                                   |
| Burundi                         | 1 de julho de 1962 (63 anos) | Bélgica                                                                                                  |
| Cabo Verde                      | 5 de julho de 1975 (50 anos) | Portugal                                                                                                 |
| Camarões                        | 1 de janeiro de 1960 (65 anos) | França                                                                                                   |
| Centro-Africana, República      | 13 de agosto de 1958 (66 anos) | França                                                                                                   |
| Chade                           | 11 de agosto de 1960 (64 anos) | França                                                                                                   |
| Comores                         | 6 de julho de 1975 (50 anos) | França                                                                                                   |
| Congo, República Democrática do | 30 de junho de 1960 (65 anos) | Bélgica                                                                                                  |
| Congo, República do             | 15 de agosto de 1960 (64 anos) | França                                                                                                   |
| Costa do Marfim                 | 7 de agosto de 1960 (64 anos) | França                                                                                                   |
| Djibuti                         | 27 de junho de 1977 (48 anos) | França                                                                                                   |
| Egito                           | 28 de outubro de 1922 (102 anos) — Independência do Reino Unido | Reino Unido                                                                                              |
| Eritreia                        | 24 de março de 1993 (32 anos) | Etiópia                                                                                                  |
| Essuatíni                       | 6 de setembro de 1968 (56 anos) | Reino Unido                                                                                              |
| Etiópia                         | 900 (1 125 anos) | Fundação do Reino Zagué, desmembrado do Império de Axum, este reino se tornarar o Império Etíope em 1270 |
| Gabão                           | 17 de agosto de 1960 (64 anos) | França                                                                                                   |
| Gâmbia                          | 18 de fevereiro de 1960 (65 anos) | Reino Unido                                                                                              |
| Gana                            | 6 de março de 1957 (68 anos) | Reino Unido                                                                                              |
| Guiné                           | 2 de outubro de 1958 (66 anos) | França                                                                                                   |
| Guiné-Bissau                    | 10 de setembro de 1974 (50 anos) | Portugal                                                                                                 |
| Guiné Equatorial                | 12 de outubro de 1968 (56 anos) | Espanha                                                                                                  |
| Lesoto                          | 4 de setembro de 1966 (58 anos) | Reino Unido                                                                                              |
| Libéria                         | 26 de julho de 1847 (177 anos) | Estados Unidos                                                                                           |
| Líbia                           | 24 de dezembro de 1951 (73 anos) | Reino Unido e França (abandonada pela Itália)                                                            |
| Madagáscar                      | 26 de junho de 1960 (65 anos) | França                                                                                                   |
| Malawi                          | 6 de julho de 1964 (61 anos) | Reino Unido                                                                                              |
| Mali                            | 22 de setembro de 1960 (64 anos) | França                                                                                                   |
| Marrocos                        | 789 (1 236 anos) | Fundação                                                                                                 |
| Mauritânia                      | 28 de novembro de 1960 (64 anos) | França                                                                                                   |
| Ilhas Maurícias                 | 12 de março de 1968 (57 anos) | Reino Unido                                                                                              |
| Moçambique                      | 25 de junho de 1975 (50 anos) | Portugal                                                                                                 |
| Namíbia                         | 21 de março de 1990 (35 anos) | África do Sul                                                                                            |
| Níger                           | 3 de agosto de 1960 (64 anos) | França                                                                                                   |
| Nigéria                         | 1 de janeiro de 1960 (65 anos) | Reino Unido                                                                                              |
| Quênia                          | 12 de dezembro de 1963 (61 anos) | Reino Unido                                                                                              |
| Ruanda                          | 1 de julho de 1962 (63 anos) | Bélgica                                                                                                  |
| São Tomé e Príncipe             | 12 de julho de 1975 (49 anos) | Portugal                                                                                                 |
| Seicheles                       | 29 de junho de 1976 (49 anos) | Reino Unido                                                                                              |
| Senegal                         | 20 de agosto de 1960 (64 anos) | França                                                                                                   |
| Serra Leoa                      | 27 de abril de 1961 (64 anos) | Reino Unido                                                                                              |
| Somália                         | 26 de junho de 1960 (65 anos) | Reino Unido                                                                                              |
| Sudão                           | 1 de janeiro de 1956 (69 anos) | Egito · Reino Unido                                                                                      |
| Sudão do Sul                    | 9 de julho de 2011 (13 anos) | Sudão |
| Tanzânia                        | 9 de dezembro de 1961 (63 anos) | Reino Unido                                                                                              |
| Togo                            | 27 de abril de 1960 (65 anos) | França                                                                                                   |
| Tunísia                         | 20 de março de 1956 (69 anos) | França                                                                                                   |
| Uganda                          | 9 de outubro de 1962 (62 anos) | Reino Unido                                                                                              |
| Zâmbia                          | 24 de outubro de 1964 (60 anos) | Reino Unido                                                                                              |
| Zimbabwe                        | 18 de abril de 1980 (45 anos) | Reino Unido                                                                                              |

## América
| País                     | Criação/independência                                           | Independência de qual país |
| ------------------------ | --------------------------------------------------------------- | -------------------------- |
| Antígua e Barbuda        | 1 de novembro de 1981 (43 anos)                                 | Reino Unido                |
| Argentina                | 9 de julho de 1816 (208 anos)                                   | Espanha                    |
| Bahamas                  | 10 de julho de 1973 (51 anos)                                   | Reino Unido                |
| Barbados                 | 30 de novembro de 1966 (58 anos)                                | Reino Unido                |
| Belize                   | 21 de setembro de 1981 (43 anos)                                | Reino Unido                |
| Bolívia                  | 6 de agosto de 1825 (199 anos)                                  | Espanha                    |
| Brasil                   | 7 de setembro de 1822 (202 anos)                                | Portugal                   |
| Canadá                   | 1 de julho de 1867 (158 anos)                                   | Reino Unido                |
| Chile                    | 2 de fevereiro de 1818 (207 anos)                               | Espanha                    |
| Colômbia                 | 10 de julho de 1810 (214 anos)                                  | Espanha                    |
| Costa Rica               | 15 de setembro de 1821 (203 anos)                               | Espanha                    |
| Cuba                     | 10 de outubro de 1898 (126 anos)                                | Espanha                    |
| Dominica                 | 3 de novembro de 1978 (46 anos)                                 | Reino Unido                |
| Dominicana, República    | 27 de fevereiro de 1844 (181 anos)                              | Haiti                      |
| El Salvador              | 15 de setembro de 1821 (203 anos)                               | Espanha                    |
| Equador                  | 24 de maio de 1822 (203 anos)                                   | Espanha                    |
| Estados Unidos           | 4 de julho de 1776 (249 anos)                                   | Grã-Bretanha               |
| Granada                  | 7 de fevereiro de 1974 (51 anos)                                | Reino Unido                |
| Guatemala                | 15 de setembro de 1821 (203 anos)                               | Espanha                    |
| Guiana                   | 26 de março de 1966 (59 anos)                                   | Reino Unido                |
| Haiti                    | 1 de janeiro de 1804 (221 anos)                                 | França                     |
| Honduras                 | 15 de setembro de 1821 (203 anos)                               | Espanha                    |
| Jamaica                  | 6 de agosto de 1962 (62 anos)                                   | Reino Unido                |
| México                   | 16 de setembro de 1810 (214 anos)                               | Espanha                    |
| Nicarágua                | 15 de setembro de 1821 (203 anos)                               | Espanha                    |
| Panamá                   | 3 de novembro de 1903 (121 anos)                                | Colômbia                   |
| Paraguai                 | 14 de maio de 1811 (214 anos)                                   | Espanha                    |
| Peru                     | 28 de julho de 1821 (203 anos)                                  | Espanha                    |
| Santa Lúcia              | 22 de fevereiro de 1979 (46 anos)                               | Reino Unido                |
| São Cristóvão e Neves    | 19 de setembro de 1983 (41 anos)                                | Reino Unido                |
| São Vicente e Granadinas | 27 de outubro de 1979 (45 anos)                                 | Reino Unido                |
| Suriname                 | 25 de novembro de 1975 (49 anos)                                | Países Baixos              |
| Trinidad e Tobago        | 31 de agosto de 1962 (62 anos)                                  | Reino Unido                |
| Uruguai                  | 25 de agosto de 1825 (199 anos) 27 de agosto de 1828 (196 anos) | Portugal Império do Brasil |
| Venezuela                | 5 de julho de 1811 (214 anos)                                   | Espanha                    |

## Ásia
| País                         | Criação/independência                                                                    | Independência de qual país                                           |
| ---------------------------- | ---------------------------------------------------------------------------------------- | -------------------------------------------------------------------- |
| Afeganistão                  | 1747 (278 anos)                                                                          | Estabelecimento do Império Durrani                                   |
| Arábia Saudita               | 23 de setembro de 1932 (92 anos)                                                         | Unificação da Arábia Saudita                                         |
| Bahrein                      | 15 de agosto de 1971 (53 anos)                                                           | Reino Unido                                                          |
| Bangladesh                   | 23 de março de 1971 (54 anos)                                                            | Paquistão                                                            |
| Brunei                       | 1 de janeiro de 1984 (41 anos) - Independência do Reino Unido - recuperação da soberania | Reino Unido                                                          |
| Butão                        | 1885 (140 anos)                                                                          | Unificação do Butão                                                  |
| Camboja                      | 802 (1 223 anos)                                                                         | União dos reinos de Funan e Chenla formando o Império Khmer          |
| Catar                        | 3 de setembro de 1971 (53 anos)                                                          | Reino Unido                                                          |
| Cazaquistão                  | 1465 (560 anos)                                                                          | Fundação do Canato Cazaque                                           |
| China, República da (Taiwan) | 221 a.C. (2 245 anos)                                                                    | Unificação do país sob a Dinastia Qin                                |
| China, República Popular da  | 221 a.C. (2 245 anos)                                                                    | Unificação do país sob a Dinastia Qin                                |
| Coreia do Norte              | 9 de setembro de 1945 (79 anos)                                                          | Japão                                                                |
| Coreia do Sul                | 15 de agosto de 1945 (79 anos)                                                           | Japão                                                                |
| Emirados Árabes Unidos       | 2 de dezembro de 1971 (53 anos)                                                          | Reino Unido                                                          |
| Filipinas                    | 4 de julho de 1946 (79 anos)                                                             | Estados Unidos                                                       |
| Iêmen                        | 2 de março de 1990 (35 anos)                                                             | RAI + RDI (unificação)                                               |
| Índia                        | 15 de agosto de 1947 (77 anos)                                                           | Reino Unido                                                          |
| Indonésia                    | 17 de agosto de 1945 (79 anos)                                                           | Países Baixos                                                        |
| Irão                         | 550 a.C. (2 574 anos)                                                                    | fundação do Império Aquemênida, considerado o primeiro Império Persa |
| Iraque                       | 1 de outubro de 1919 (105 anos)                                                          | Império Otomano                                                      |
| Israel                       | 14 de maio de 1948 (77 anos)                                                             | Mandato Britânico da Palestina                                       |
| Japão                        | 11 de fevereiro de 660 a.C. (2 684 anos)                                                 | Dia Nacional da Fundação                                             |
| Jordânia                     | 1 de novembro de 1922 (102 anos)                                                         | Império Otomano                                                      |
| Kuwait                       | 16 de junho de 1961 (64 anos)                                                            | Reino Unido,                                                         |
| Laos                         | 1354 (671 anos)                                                                          | Fundação do Reino de Lan Xang                                        |
| Líbano                       | 26 de novembro de 1941 (83 anos)                                                         | França                                                               |
| Malásia                      | 31 de agosto de 1957 (67 anos)                                                           | Reino Unido                                                          |
| Maldivas                     | 26 de julho de 1965 (59 anos)                                                            | Reino Unido                                                          |
| Myanmar                      | 849 (1 176 anos)                                                                         | Unificação do país sob o Reino de Pagã                               |
| Mongólia                     | 1206 (819 anos)                                                                          | Unificação do país formando o Império Mongol                         |
| Mongólia                     | 11 de julho de 1921 (103 anos) - Independência da China - recuperação da soberania       | República da China                                                   |
| Nepal                        | 25 de setembro de 1768 (256 anos)                                                        | Fundação do Reino do Nepal, que unificou o que é o país atual        |
| Omã                          | 751 (1 274 anos)                                                                         | Fundação                                                             |
| Paquistão                    | 14 de agosto de 1947 (77 anos)                                                           | Reino Unido                                                          |
| Quirguistão                  | 31 de agosto de 1991 (33 anos)                                                           | União Soviética                                                      |
| Singapura                    | 9 de agosto de 1965 (59 anos)                                                            | Malásia                                                              |
| Síria                        | 1 de janeiro de 1944 (81 anos)                                                           | França                                                               |
| Sri Lanka                    | 4 de fevereiro de 1948 (77 anos)                                                         | Reino Unido                                                          |
| Tailândia                    | 1238 (787 anos)                                                                          | fundação                                                             |
| Tajiquistão                  | 9 de setembro de 1991 (33 anos)                                                          | União Soviética                                                      |
| Timor-Leste                  | 28 de novembro de 1975 (49 anos)                                                         | Portugal; independência declarada antes da ocupação indonésia.       |
| Timor-Leste                  | 20 de maio de 2002 (23 anos)                                                             | Indonésia                                                            |
| Turquemenistão               | 27 de outubro de 1991 (33 anos)                                                          | União Soviética                                                      |
| Turquia                      | 1077 (948 anos)                                                                          | fundação do Sultanato de Rum, o primeiro império turco da Anatólia   |
| Uzbequistão                  | 31 de agosto de 1991 (33 anos)                                                           | União Soviética                                                      |
| Vietname                     | 2 de setembro de 1945 (79 anos)                                                          | França                                                               |

## Europa
| País                 | Criação/independência | Independência de qual país |
| -------------------- | --- | --- |
| Albânia              | 28 de novembro de 1912 (112 anos) | Império Otomano |
| Alemanha             | 843 (1 182 anos) — criação pelo Tratado de Verdun 18 de janeiro de 1871 (154 anos) — unificação 5 de maio de 1955 (70 anos) — criação da Alemanha Ocidental 3 de outubro de 1990 (34 anos) — reunificação | 843 (1 182 anos) — criação pelo Tratado de Verdun 18 de janeiro de 1871 (154 anos) — unificação 5 de maio de 1955 (70 anos) — criação da Alemanha Ocidental 3 de outubro de 1990 (34 anos) — reunificação |
| Andorra              | 1278 (747 anos) — declaração da independência ("Paréage") | 1278 (747 anos) — declaração da independência ("Paréage") |
| Armênia              | 190 a.C. (2 214 anos) — fundação do Reino da Armênia 28 de maio de 1918 (107 anos) — fundação da República Democrática da Armênia 23 de agosto de 1990 (34 anos) — fim da República Soviética Armênia (parte da então extinta União Soviética) | 190 a.C. (2 214 anos) — fundação do Reino da Armênia 28 de maio de 1918 (107 anos) — fundação da República Democrática da Armênia 23 de agosto de 1990 (34 anos) — fim da República Soviética Armênia (parte da então extinta União Soviética) |
| Áustria              | 1156 (869 anos) — Fundação do Ducado da Áustria 27 de novembro de 1955 (69 anos) — o Tratado de Estado Austríaco restabelece a Áustria como país independente | 1156 (869 anos) — Fundação do Ducado da Áustria 27 de novembro de 1955 (69 anos) — o Tratado de Estado Austríaco restabelece a Áustria como país independente |
| Azerbaijão           | 18 de outubro de 1991 (33 anos) | União Soviética |
| Bélgica              | 4 de outubro de 1830 (194 anos) | Países Baixos |
| Bielorrússia         | 25 de agosto de 1991 (33 anos) | União Soviética |
| Bósnia e Herzegovina | 1 de março de 1992 (33 anos) | Iugoslávia |
| Bulgária             | 5 de agosto de 1908 (116 anos) | Império Otomano |
| Chéquia              | 1 de janeiro de 1993 (32 anos) | Tchecoslováquia (dissolução) |
| Chipre               | 16 de agosto de 1960 (64 anos) | Reino Unido |
| Croácia              | 25 de julho de 1991 (33 anos) | Iugoslávia |
| Dinamarca            | 958 (1 067 anos) — início do reinado de Haroldo I, geralmente considerado o primeiro rei dinamarquês | 958 (1 067 anos) — início do reinado de Haroldo I, geralmente considerado o primeiro rei dinamarquês |
| Eslováquia           | 1 de janeiro de 1993 (32 anos) | Tchecoslováquia (dissolução) |
| Eslovênia            | 25 de julho de 1991 (33 anos) | Iugoslávia |
| Espanha              | 1479 (546 anos) — com o fim da Guerra de Sucessão de Castela, os dois maiores reinos cristãos que originaram a Espanha constituíram uma união dinástica de facto, pois a rainha de Castela, Isabel I, era casada com o rei de Fernando II Aragão. 2 de janeiro de 1492 (533 anos) — a conquista de Granada pelos Reis Católicos é uma das datas apontadas como marcando o aparecimento da Espanha como país. 1512 (513 anos) — com a conquista de Navarra, todo o território espanhol atual passa a ser governado pelo mesmo monarca. 1716 (309 anos) — unificação formal de Castela e Aragão sob a Coroa de Castela na sequência da vitória de Filipe V na Guerra da Sucessão Espanhola. | 1479 (546 anos) — com o fim da Guerra de Sucessão de Castela, os dois maiores reinos cristãos que originaram a Espanha constituíram uma união dinástica de facto, pois a rainha de Castela, Isabel I, era casada com o rei de Fernando II Aragão. 2 de janeiro de 1492 (533 anos) — a conquista de Granada pelos Reis Católicos é uma das datas apontadas como marcando o aparecimento da Espanha como país. 1512 (513 anos) — com a conquista de Navarra, todo o território espanhol atual passa a ser governado pelo mesmo monarca. 1716 (309 anos) — unificação formal de Castela e Aragão sob a Coroa de Castela na sequência da vitória de Filipe V na Guerra da Sucessão Espanhola. |
| Estónia              | 24 de fevereiro de 1918 (107 anos) 20 de agosto de 1991 (33 anos) | Império Russo · União Soviética |
| Finlândia            | 6 de dezembro de 1917 (107 anos) | Império Russo |
| França               | 843 (1 182 anos) | O Tratado de Verdun determinou sua criação. |
| Geórgia              | 26 de maio de 1918 (107 anos) — fundação da República Democrática da Geórgia 9 de abril de 1991 (34 anos) — | Federação Transcaucasiana / Império Bizantino União Soviética |
| Grécia               | 25 de março de 1821 (204 anos) | Império Otomano |
| Hungria              | fevereiro de 1000 (1 025 anos) 31 de outubro de 1918 (106 anos) 23 de outubro de 1989 (35 anos) | Formação do Reino da Hungria · Áustria-Hungria |
| Irlanda              | 24 de abril de 1916 (109 anos) | Reino Unido |
| Islândia             | 1 de fevereiro de 1904 (121 anos) | Dinamarca |
| Itália               | 17 de março de 1861 (164 anos) | Unificação |
| Letónia              | 18 de novembro de 1918 (106 anos) 4 de maio de 1990 (35 anos) | Alemanha e Império Russo · União Soviética |
| Liechtenstein        | 12 de julho de 1806 (218 anos) 19 de outubro de 1813 (211 anos) | Sacro Império Romano-Germânico Confederação do Reno |
| Lituânia             | 1236 (789 anos) — Fundação do Grão-Ducado da Lituânia 16 de fevereiro de 1918 (101 anos) 11 de março de 1990 (35 anos) | Alemanha e Império Russo · União Soviética |
| Luxemburgo           | 1836 (189 anos) 11 de maio de 1867 (158 anos) —(reconhecimento oficial) | Vários, principalmente Bélgica, Alemanha e França |
| Macedônia do Norte   | 1 de setembro de 1991 (33 anos) | Iugoslávia |
| Malta                | 21 de setembro de 1964 (60 anos) | Reino Unido |
| Moldávia             | 27 de agosto de 1991 (33 anos) | União Soviética |
| Mónaco               | 8 de janeiro de 1297 (728 anos) 1815 (210 anos) | Gênova França |
| Montenegro           | 3 de junho de 2006 (19 anos) | Sérvia |
| Noruega              | 7 de junho de 1905 (120 anos) | Suécia |
| Países Baixos        | 26 de julho de 1581 (443 anos) | Espanha |
| Polónia              | 1025 (1 000 anos) — fundação do Reino da Polônia 11 de novembro de 1918 (106 anos) | União Soviética |
| Portugal             | 26 de julho de 1139 (885 anos) | Reino de Leão |
| Reino Unido          | 11 de maio de 1707 (318 anos) | O Reino Unido da Grã-Bretanha é fundado pelo Tratado de União, abolindo a independência da Escócia e da Inglaterra; o País de Gales já havia sido anexado à Inglaterra no século XVI. A Irlanda foi anexada pelo Acto de União de 1800. |
| Roménia              | 21 de maio de 1877 (148 anos) | Império Otomano |
| Rússia               | 1480 (545 anos) | independência do Grão-ducado de Moscou |
| San Marino           | 3 de setembro de 301 (1 723 anos) | Império Romano |
| Sérvia               | 768 (1 257 anos) — independência do Principado da Sérvia 1878 (147 anos) — independência de facto do Principado da Sérvia, até aí vassalo do Império Otomano 23 de março de 1882 (143 anos) — fundação do Reino da Sérvia 1 de dezembro de 1918 — proclamação do Reino dos Sérvios, Croatas e Eslovenos 2 de dezembro de 1945 (79 anos) — fundação da República Socialista Federativa da Iugoslávia (a Sérvia é considerada estado sucessor da antiga Iugoslávia) 5 de junho de 2006 (19 anos) — a República Sérvia declara-se sucessora da república federal da Sérvia e Montenegro | 768 (1 257 anos) — independência do Principado da Sérvia 1878 (147 anos) — independência de facto do Principado da Sérvia, até aí vassalo do Império Otomano 23 de março de 1882 (143 anos) — fundação do Reino da Sérvia 1 de dezembro de 1918 — proclamação do Reino dos Sérvios, Croatas e Eslovenos 2 de dezembro de 1945 (79 anos) — fundação da República Socialista Federativa da Iugoslávia (a Sérvia é considerada estado sucessor da antiga Iugoslávia) 5 de junho de 2006 (19 anos) — a República Sérvia declara-se sucessora da república federal da Sérvia e Montenegro |
| Suécia               | 6 de junho de 1523 (502 anos) | União de Kalmar |
| Suíça                | 1 de agosto de 1291 (733 anos) | União de Uri, Schwyz, Unterwalden contra os Habsburgos da Áustria. |
| Ucrânia              | 24 de agosto de 1991 (33 anos) | União Soviética |
| Vaticano             | 11 de fevereiro de 1929 (96 anos) | Território dado do Reino da Itália |

## Oceania
| País                             | Criação/independência             | Independência de qual país                                                         |
| -------------------------------- | --------------------------------- | ---------------------------------------------------------------------------------- |
| Austrália                        | 1 de janeiro de 1901 (124 anos)   | Reino Unido                                                                        |
| Fiji                             | 10 de outubro de 1970 (54 anos)   | Reino Unido                                                                        |
| Kiribati                         | 12 de julho de 1979 (45 anos)     | Reino Unido                                                                        |
| Marshall, Ilhas                  | 21 de outubro de 1986 (38 anos)   | Estados Unidos                                                                     |
| Micronésia, Estados Federados da | 3 de novembro de 1986 (38 anos)   | Estados Unidos                                                                     |
| Nauru                            | 31 de janeiro de 1968 (57 anos)   | Começou por ser governada pela Austrália e depois por um mandato das Nações Unidas |
| Nova Zelândia                    | 26 de setembro de 1907 (117 anos) | Reino Unido                                                                        |
| Palau                            | 1 de outubro de 1994 (30 anos)    | Estados Unidos e Estados Federados da Micronésia                                   |
| Papua-Nova Guiné                 | 16 de setembro de 1975 (49 anos)  | Austrália                                                                          |
| Salomão, Ilhas                   | 7 de julho de 1978 (46 anos)      | Reino Unido                                                                        |
| Samoa                            | 1 de janeiro de 1962 (63 anos)    | Nova Zelândia                                                                      |
| Tonga                            | 4 de julho de 1970 (55 anos)      | Reino Unido                                                                        |
| Tuvalu                           | 1 de outubro de 1978 (46 anos)    | Reino Unido                                                                        |
| Vanuatu                          | 30 de julho de 1980 (44 anos)     | Reino Unido e França                                                               |

## Países não reconhecidos
| Continente    | País                                              | Criação/independência | Independência de qual país                                                                                        |
| ------------- | ------------------------------------------------- | --- | --- |
| Europa        | Abecásia                                          | 23 de julho de 1992 (32 anos) — reconhecido por 5 países                                                                  | Geórgia |
| África        | Camarões do Sul                                   | 1999 (26 anos) | Camarões |
| Europa        | Catalunha                                         | 27 de outubro de 2017 (7 anos) - Não reconhecido até o momento Reconhecimento internacional da independência da Catalunha | Espanha |
| Europa        | Chechênia                                         | 1991 (34 anos) | Rússia |
| Europa e Ásia | Chipre do Norte                                   | 15 de novembro de 1983 (41 anos) — reconhecido apenas pela Turquia                                                        | Chipre |
| Europa        | Kosovo                                            | 17 de fevereiro de 2008 (17 anos) — reconhecido por 106 países                                                            | Sérvia |
| Europa        | Ossétia do Sul                                    | 28 de novembro de 1991 (33 anos) — reconhecido por 5 países                                                               | Geórgia |
| Ásia          | Palestina                                         | 15 de novembro de 1988 (36 anos) — reconhecido por 134 países                                                             | Israel |
| África        | Saara Ocidental                                   | 27 de fevereiro de 1976 (49 anos) — reconhecido por 84 países                                                             | Abandonado pela Espanha; reivindicada por Marrocos e Mauritânia (até 1979)                                        |
| Europa        | Sealand                                           | 2 de setembro de 1967 (57 anos)                                                                                           | Situado em águas territoriais do Reino Unido; não é reconhecida como um país por nenhuma comunidade internacional |
| Europa        | Transnístria (ou Transdniestre ou Transdniéstria) | 2 de setembro de 1990 (34 anos) ou 27 de agosto de 1991 (33 anos)                                                         | União Soviética / Moldávia · O Conselho da Europa considera a questão da Transnístria um conflito congelado.      |
| África        | Venda (ou Vhavenda)                               | 1 de fevereiro de 1979 (46 anos)                                                                                          | África do Sul |